# 日本成人矯正歯科学会
特定非営利活動法人日本成人矯正歯科学会（にほんせいじんきょうせいしかがっかい、Japan Association of Adult Orthodontics;JAAO）とは、成人の矯正歯科治療を中心とした学問を取り扱う専門学術団体の一つである。

## 概要
1993年に設立。2005年に特定非営利活動法人となる。会員数1200名。2016年現在、理事長は武内豊。

## 総会
- 年1回

## 本部事務局
- 〒150-0002　東京都渋谷区渋谷2-15-1 渋谷クロスタワー21階　日本矯正歯科研究所内

## 学会誌
- 『日本成人矯正歯科学会雑誌』年2回発刊 ISSN 1341-0083

## 専門認定
- 歯科医師
  - 日本成人矯正歯科学会認定医
  - 日本成人矯正歯科学会専門医
  - 日本成人矯正歯科学会指導医
- 歯科衛生士
  - 日本成人矯正歯科学会認定矯正歯科衛生士
- その他
  - 歯並びコーディネーター
- 施設
  - 日本成人矯正歯科学会認定研修施設

## 大会等
| 年     | 月日            | 名称                                                                | 会長     | 会場                      | テーマ                                                    | 参加者数 | 備考        |
| ------ | --------------- | ------------------------------------------------------------------- | -------- | ------------------------- | --------------------------------------------------------- | -------- | ----------- |
| 2012年 | 6月30日～7月2日 | 特定非営利活動法人日本成人矯正歯科学会第20回記念大会・第2回国際大会 | 武内豊   | 学術総合センター 学士会館 | 成人矯正歯科治療の必然性を探る                            |          | [ 3 ] [ 4 ] |
| 2013年 | 6月23日         | 特定非営利活動法人 日本成人矯正歯科学会 第21回大会                  | 武内豊   | 学術総合センター 学士会館 | 長寿と矯正歯科治療を考える ～求められる矯正歯科治療とは～ |          | [ 5 ]       |
| 2014年 | 6月15日         | 特定非営利活動法人 日本成人矯正歯科学会 第22回大会                  | 中川学   | 大阪府立国際会議場        | 今、時代は成人矯正！！ ―その役割と臨床―                   |          | [ 6 ]       |
| 2015年 | 6月21日         | 特定非営利活動法人 日本成人矯正歯科学会 第23回大会                  | 鈴木敏正 | 学術総合センター 学士会館 | 成人矯正歯科の潮流と進歩                                  |          | [ 7 ]       |
| 2014年 | 6月15日         | 特定非営利活動法人 日本成人矯正歯科学会 第24回大会                  | 吉本彰宏 | 学術総合センター          | 更なる健康を目指しての矯正治療                            |          | [ 8 ]       |

## 加盟団体
- 日本歯学系学会協議会